# モグンティア (小惑星)
モグンティア (766 Moguntia) は小惑星帯に位置する小惑星。ハイデルベルクのケーニッヒシュトゥール天文台でドイツの天文学者フランツ・カイザーが発見した。
ケルト人の神モゴンスに由来する、ドイツの都市マインツの古名、モグンティアークム（モゴンティアクム：Moguntiacum, Mogontiacum）に因んで命名された。